# Норонья, Алфредо Эдуардо
Алфредо Эдуардо Рибейро Мена Баррето де Фрейтас Норонья (порт. Alfredo Eduardo Ribeiro Mena Barreto de Freitas Noronha; 25 сентября 1918, Порту-Алегри — 27 июля 2003, Сан-Паулу), или просто Норонья (порт. Noronha) — бразильский футболист, левый защитник. Один из легенд клуба «Сан-Паулу».

## Карьера
Норонья начал свою карьеру в 1935 году в клубе «Гремио», там он выступал до 1941 года, выиграв с командой 4 чемпионата штата. Затем Норонья выступал год за «Васко да Гама», откуда перешёл уже в «Сан-Паулу». В составе сан-паульского клуба Норонья дебютировал 10 июля 1942 года и выступал за команду 9 лет, проведя последнюю игру 17 октября 1951 года. С «Сан-Паулу» Норовнья выиграл 5 чемпионатов Сан-Паулу. Составлял, вместе с Бауэром и Руем так называемое «Золотое трио», являвшееся костяком команды. Позже он выступал за клубы «Португеза Деспортос», «Гремио» и «Ипиранга».
За сборную Бразилии Норонья провёл 16 матчей, он был победителем чемпионата Южной Америки в 1949 году, проведя 7 игр на турнире, а через год чемпионата мира, где сыграл один матч со Швейцарией.
17 июля 2008 года Норонья был госпитализирован в Сердечный институт Университета Сан-Паулу, а 27 июля скончался от сердечной недостаточности. Похоронен Норонья был уже на следующий день.

## Достижения

### Командные
- Чемпион штата Порту-Алегри: 1935, 1937, 1938, 1939
- Чемпион штата Сан-Паулу: 1943, 1945, 1946, 1948, 1949
- Обладатель кубка Рио-Бранко: 1947, 1950
- Обладатель кубка Америки: 1949
- Чемпион турнира Рио-Сан-Паулу: 1952